# Liste der Flaggen und Wappen der Provinzen Preußens
Die Liste der Flaggen und Wappen der Provinzen Preußens zeigt die Flaggen und Wappen der preußischen Provinzen. Als bürgerliche Flagge (Landesfarben) wurden die Flaggen, wie unten abgebildet verwendet. Offizielle Flaggen zeigten zusätzlich das Wappen der Provinz im Zentrum.
Mit der Revolution 1918 und der Umwandlung der preußischen Monarchie in den republikanischen Freistaat Preußen wurden viele Wappen verändert und monarchistische Symbolik entfernt. 1935 wurden alle Flaggen der Provinzen Preußens, ebenso wie die Flaggen der anderen deutschen Länder, abgeschafft.
Sämtliche Wappen der zwölf preußischen Provinzen zeigten nach einem Erlass des Preußischen Staatsministeriums vom 28. Februar 1881 in ihrem „Großen Wappen“ einheitlich einen Wilden Mann und einen Ritter als Schildhalter. Der Wilde Mann hält dabei in der rechten Hand immer eine Lanze mit einem Wimpel, der das kleine Wappen Preußens zeigt, der Ritter wiederholt auf gleiche Weise den Wappenschild der jeweiligen Provinz.
Da sich die Wappen der Provinzen nur durch den Wappenschild und den Helm unterschieden, wird der Wappenschild hier in einer eigenen Spalte aufgeführt. Er basiert meist auf den Wappen der historischen Territorien, die den Staat Preußen bildeten.
Vom Wappenschild sind in der Regel auch die Farben der Provinzflagge abgeleitet. Nach den Regeln der Heraldik geht hierbei die Farbe der Gemeinen Figur (etwa des Wappentiers) vor der Feldfarbe. Deshalb ist etwa die Flagge Brandenburgs rot-silber (und nicht umgekehrt), da das Rot des Märkischen Adlers gegenüber dem silbernen Feld vorgeht.
| Name und Lage               | Flagge | Wappenschild       | Großes Wappen | Bemerkungen |
| --------------------------- | ------ | ------------------ | ------------- | --- |
| Brandenburg                 |        | Brandenburg        |               | Die Flagge wurde am 22. Oktober 1882 offiziell angenommen. Das Wappen Brandenburgs, der rote Märkische Adler auf silbernem Grund, stammt aus dem 12. Jahrhundert und wird auch vom heutigen Land Brandenburg verwendet. Durch Erlass vom 11. Januar 1864 wurde dem Adler zur Erinnerung an die Erzkämmerer-Würde des Markgrafen von Brandenburg während des Heiligen Römischen Reiches das im kurfürstlichen und königlichen Wappen befindlich gewesene goldene Reichszepter im blauen Feld als Brustschild aufgelegt. |
| Hannover                    |        | Hannover           |               | Die Flagge wurde durch den hannoverschen König Ernst August I. am 22. Juli 1837 offiziell eingeführt. Preußen übernahm diese Flagge nach der Annexion für seine Provinz ab dem 22. Oktober 1882. Das Wappen der Provinz zeigte, wie auch das der Provinz Westfalen, auf rotem Grund das auf die Welfen zurückgehende silberne Sachsenross. Das heutige Bundesland Niedersachsen verwendet das Wappen weiterhin. |
| Hessen-Nassau               |        | Hessen-Nassau      |               | Die Flagge wurde am 22. Oktober 1882 offiziell angenommen. Ihre Farben waren, von oben nach unten, Rot-Weiß-Blau, identisch mit der Flagge der Niederlande. Das Herzogtum Nassau war das Stammland des Königshauses der Niederlande. Das Wappen ist dreigeteilt und zeigt die Wappen der drei annektierten Staaten: rechts (vom Träger aus gesehen) der gekrönte, silbern und rot geteilte (allerdings spiegelverkehrte) „Bunte“ Löwe des Kurfürstentums Hessen, links ein gekrönter goldener Löwe, wie der erste im blauen Feld, für das Herzogtum Nassau, in der roten Spitze der goldbewehrte silberne Adler der Freien Stadt Frankfurt. Das im Kurfürstentum übliche Löwenwappen und die rot-weiße Flagge sind heute wieder die Insignien des Bundeslands Hessen. Der silberne Reichsadler auf rotem Grund ist seit dem Mittelalter bis heute das Stadtwappen von Frankfurt am Main, der nassauische Löwe findet sich in den Wappen einiger Landkreise. |
| Hohenzollernsche Lande      |        |                    |               | Die Flagge wurde am 22. Oktober 1882 offiziell angenommen. |
| Niederschlesien             |        |                    |               | Die Flagge Schlesiens wurde am 22. Oktober 1882 für die Provinz Schlesien offiziell angenommen. 1920 wurde sie für die neue Provinz Niederschlesien wieder eingeführt und blieb bis 1935 im Gebrauch. Das Wappen ist identisch mit dem Wappen Schlesiens. Da die Teilprovinz erst nach der Gründung der Republik gebildet wurde, fehlen dem Wappen jedoch monarchistische Attribute, d. h. der Adler trägt keine Herzogskrone. Auch die heutige polnische Woiwodschaft Niederschlesien verwendet dieses Wappen. |
| Oberschlesien               |        |                    |               | Die Flagge Oberschlesiens leitet sich vom Wappen Oberschlesiens ab. Sie wurde offiziell zwischen 1920 und 1935 benutzt. Das oberschlesische Wappen geht auf die Herzöge von Oppeln zurück und zeigt auf blauem Grund einen goldbewehrten, goldenen Adler. In dieser Farbgebung ist das Wappen seit dem 14. Jahrhundert nachweisbar. Mit der Gründung der preußischen Provinz Oberschlesien wurde ein neues Wappen nötig, das von Otto Hupp entworfen und am 1. Juni 1926 offiziell angenommen wurde. Das Wappen zeigt einen halben unbekrönten oberschlesischen Adler auf blauem Grund, in der Mitte eine gelbe Sense und darunter, ebenfalls in Gelb, Schlägel und Eisen. Das Wappen nimmt charakteristische oberschlesische Motive, wie den Piastenadler, die Sense stellvertretend für die Landwirtschaft und die gekreuzten Hämmer als Symbol für den Bergbau auf, gleichzeitig weist es jedoch mit dem halben Adler auf die Teilung Oberschlesiens 1922 hin. Das heutige Wappen der Woiwodschaft Schlesien zeigt im Gegensatz zu dem der Woiwodschaft Oppeln den unbekrönten oberschlesischen Adler. |
| Ostpreußen                  |        | Ostpreußen         |               | Die Flagge wurde am 22. Oktober 1882 offiziell angenommen und zeigte die alten preußischen Farben, die vom Deutschen Orden stammten. Sie war zugleich die Flagge des Staates Preußen. Dem Wappen Ostpreußens, des Königreichs Preußen, entsprach bis 1920 das Wappen des Staates Preußen. Das ostpreußische Wappen zeigte den gekrönten Preußischen Adler mit dem königlichen Monogramm „FR“ („Fridericus Rex“) auf dem Brustschild, der Zepter und Reichsapfel hält und auf den seit dem 13. Jahrhundert vom Deutschen Orden verwendeten (allerdings einköpfigen) Reichsadler zurückgeht. Da Provinz- und preußisches Wappen gleich waren, trugen auch die beiden Schildhalter gleiche Flaggen. Abgebildet ist hier das ab 1920 gültige Wappen der Provinz im Freistaat Preußen. |
| Pommern                     |        | Pommern            |               | Die Flagge wurde am 22. Oktober 1882 offiziell angenommen. Das Wappen Pommerns zeigt in silbernem Feld einen goldbewehrten roten Greifen, das im 12. Jahrhundert eingeführter Symbol der im 17. Jahrhundert ausgestorbenen Greifenherzöge von Pommern. Die Provinz verwendete, anders als die Herzöge, ein unbekröntes Wappentier. Die heutige polnische Woiwodschaft Westpommern verwendet ein praktisch identisches Wappenschild, das Wappen Mecklenburg-Vorpommerns teilt sich der pommersche Greif mit dem mecklenburgischen Stierkopf. |
| Posen                       |        | Posen              |               | Zwischen 1815 und 1886 verwendete das Großherzogtum Posen (ab 1849 Provinz) eine zweifarbige, horizontale Flagge in Rot und Weiß. Die neue weiß-schwarz-weiße Flagge wurde am 9. November 1886 offiziell angenommen. |
| Grenzmark Posen-Westpreußen |        |                    |               | Die Flagge ist eine Kombination der Flaggen Westpreußens und Posens. Sie wurde am 9. September 1923 offiziell angenommen. |
| Rheinprovinz                |        | Rheinprovinz       |               | Die Flagge wurde am 22. Oktober 1882 offiziell angenommen. Das Wappen der Rheinprovinz wurde in den 1830er Jahren von der Provinz Großherzogtum Niederrhein übernommen. Jenes zeigte des preußischen Adler mit einem grünen Herzschild. Auf dem Herzschild war ein schrägrechter silberner Wellenbalken als Symbol des Rheins dargestellt. 1926 wurde dieses Wappen von Wolfgang Pagenstecher umgestaltet. Nunmehr zeigte das Provinzialwappen in einem grünen Feld einen schrägrechten silbernen Wellenbalken und darüber in einem silbernen Schildhaupt einen auffliegenden schwarzen Adler mit goldenem Schnabel und goldenen Fängen. Nach Auflösung der Rheinprovinz übernahm der Landschaftsverband Rheinland das Wappen von 1926. Auch das heutige Wappen Nordrhein-Westfalens enthält den silbernen Wellenbalken auf grünem Grund als Symbol für den rheinischen Landesteil. |
| Sachsen                     |        | Sachsen            |               | Die Flagge verwendet die Farben des Wappens Sachsens Schwarz und Gelb. Das Landesparlament nahm die Flagge am 5. März 1884 an, Kaiser Wilhelm I. bestätigte sie am 28. April 1884. Das Wappen zeigt unter silbernem Schildhaupt mit einem linksblickenden, goldbewehrten schwarzen Adler ein neunmal von Gold und Schwarz geteilter Halbrundschild, belegt mit dem rechtsschrägen grünen Rautenkranz und wurde genehmigt durch das Preußische Staatsministerium am 27. Juni 1927 |
| Schlesien                   |        | Schlesien          |               | Die Flagge Schlesiens wurde am 22. Oktober 1882 für die Provinz Schlesien offiziell angenommen. 1920 wurde sie für die neue Provinz Niederschlesien wieder eingeführt und blieb bis 1935 im Gebrauch. Das Wappen Schlesiens zeigt auf goldenem Grund einen goldbewehrten, nach (vom Träger aus gesehen) rechts blickenden schwarzen Adler. Auf der Brust trägt er einen mit einem Kreuz versehenen weißen Halbmond. Das Wappen geht auf den schlesischen Herzog Heinrich II. (reg. 1238–1241) zurück. Während der Monarchie trug der Adler den Herzogshut, nach der Gründung der Weimarer Republik war er unbekrönt. |
| Schleswig-Holstein          |        | Schleswig-Holstein |               | Die Flagge Schleswig-Holsteins entstand in den 1830ern bei der deutschen Bewegung, die sich gegen die dänische Vorherrschaft wandte, wurde während der Zugehörigkeit zu Preußen offiziell nicht übernommen. Auch in der Weimarer Republik erhielt sie keinen offiziellen Status, wurde aber in der Bevölkerung häufig benutzt. |
| Westfalen                   |        | Westfalen          |               | Die Westfalenflagge wurde am 22. Oktober 1882 offiziell angenommen. Das Wappen der Provinz zeigte, wie auch das der Provinz Hannover, auf rotem Grund das auf die Welfen zurückgehende silberne Sachsenross. In dieser auch als Westfalenpferd bekannten Gestalt trägt das Ross seinen Schweif abweichend zur niedersächsischen Form erhoben. Auch das heutige Wappen Nordrhein-Westfalens enthält das springende Westfalenpferd im roten Feld als Symbol für den westfälischen Landesteil. |
| Provinz Westpreußen         |        |                    |               | Die Flagge wurde am 9. November 1886 offiziell angenommen und blieb bis 1920 in Verwendung. |